# Minas Tênis Clube (pallavolo femminile)
Il Minas Tênis Clube  è una società pallavolistica femminile brasiliana, con sede a Belo Horizonte: milita nel campionato brasiliano di Superliga Série A e fa parte della omonima società polisportiva.

## Storia
Il Minas Tênis Clube nasce nel 1935, all'interno della società polisportiva del Minas Tênis Clube. Nei primi anni successivi alla nascita del Campionato Brasileiro de Clubes, il club è subito protagonista, classificandosi al secondo posto nel 1978 e nel 1981. Dopo diversi anni senza grandi risultati, all'inizio degli anni novanta il club torna ad essere protagonista disputando due finali consecutive dell'allora Liga National, entrambe contro il São Caetano, perdendo la prima e aggiudicandosi la seconda, diventando per la prima volta campione del Brasile.
Nella stagione 1999-00 il club disputa la prima finale della Superliga, perdendo contro il Paraná. Tra il 2002 ed il 2004, il club attraverso il momento più importante della sua storia, disputando ben tre finali di campionato consecutive contro il Finasa e aggiudicandosi la prima, ma perdendo le due successive.
Nella stagione 2017-18 si aggiudica il campionato sudamericano per club 2018, mentre in quella successiva raggiunge la finale del campionato mondiale per club 2018 e vince la Coppa del Brasile 2019, bissando in seguito il trionfo al campionato sudamericano per club 2019; in entrambe le annate conquista inoltre il campionato mineiro.
Nella stagione 2020-21 vince per la seconda volta la Coppa del Brasile, mentre in quella successiva ottiene un nuovo successo al campionato sudamericano per club 2022, a cui segue anche la vittoria nell'edizione 2024. Nel corso della stagione 2023-24 conquista la sua prima Supercoppa brasiliana e il suo sesto titolo nazionale.

## Rosa 2024-2025
| N° | Nome               | Ruolo | Data di nascita  | Nazionalità sportiva |
| -- | ------------------ | ----- | ---------------- | -------------------- |
| 1  | Francine Tomazoni  | P     | 5 novembre 1991  | Brasile              |
| 2  | Victoria David     | S     | 30 giugno 2006   | Brasile              |
| 3  | Giovana Pires      | C     | 18 ottobre 2007  | Brasile              |
| 4  | Celeste Plak       | S     | 26 ottobre 1995  | Paesi Bassi          |
| 5  | Priscila Daroit    | S     | 10 agosto 1988   | Brasile              |
| 6  | Thaísa de Menezes  | C     | 15 maggio 1987   | Brasile              |
| 7  | Amanda Marques     | O     | 23 marzo 1999    | Brasile              |
| 8  | Júlia Kudiess      | C     | 2 gennaio 2003   | Brasile              |
| 9  | Kisy do Nascimento | O     | 28 gennaio 2000  | Brasile              |
| 10 | Jenna Gray         | P     | 28 febbraio 1998 | Stati Uniti          |
| 12 | Larissa Fortes     | L     | 16 agosto 2004   | Brasile              |
| 13 | Kelly de Souza     | C     | 21 ottobre 2001  | Brasile              |
| 15 | Glayce Vasconcelos | S     | 28 gennaio 1998  | Brasile              |
| 16 | Yonkaira Peña      | S     | 10 maggio 1993   | Rep. Dominicana      |
| 18 | Rebeca Silva       | C     | 21 aprile 2004   | Brasile              |
| 21 | Érica Lima         | L     | 21 maggio 1996   | Brasile              |

## Palmarès
- Campionato brasiliano: 6

1992-93, 2001-02, 2018-19, 2020-21, 2021-22, 2023-24
- Coppa del Brasile: 2

2019, 2021
- Supercoppa brasiliana: 2

2023, 2024
- Campionato sudamericano per club: 5

2018, 2019, 2020, 2022, 2023
- Campionato Mineiro: 8

1940, 1946, 1949, 2003, 2017, 2018, 2020, 2022